# David (Familienname)
David ist der vom Vornamen abgeleitete Familienname.

## Namensträger

### A
- Adam David (1872–1959), Schweizer Zoologe, Afrikaforscher, Großwildjäger und Publizist
- Adelino Castelo David (* 1955), Bankmanager und Politiker aus São Tomé und Príncipe
- Alain David (1932–2022), französischer Leichtathlet
- Alain David (Politiker) (* 1949), französischer Politiker
- Albert David (Jurist) (1865–nach 1937), deutscher Jurist und Richter
- Albert David (Mediziner) (1866–1940), deutscher Allgemeinmediziner
- Albert David (Bildhauer) (1896–1970), französischer Bildhauer
- Albert Leroy David (1902–1945), US-amerikanischer Marineoffizier
- Alberto David (* 1970), luxemburgischer Schachspieler
- Alice David (* 1987), französische Schauspielerin
- Alex David, Drehbuchautor
- Alexander David (1687–1765), deutscher Kammerrat
- Alexandra David-Néel (1868–1969), französische Schriftstellerin
- Alfons David (1866–1954), deutscher Jurist und Reichsgerichtsrat
- Alfred David (1929–2014), deutschamerikanischer Anglist, Literaturwissenschaftler (Mediävist)
- Alois Martin David (1757–1836), böhmischer Astronom
- Aloyse David (* 1922), luxemburgischer Heimatkundler
- André David (1922–2007), französischer Komponist
- Anna David (* 1984), dänische Soul-Popsängerin
- Anne-Marie David (* 1952), französische Sängerin
- Anton David (Politiker) (1849–1924), österreichischer Politiker (SDAP)
- Anton David (Jesuit) (1851–1931), deutscher Autor, Pädagoge und Jesuit
- Areneo David (* 1995), malawischer Bogenschütze
- Armand David (1826–1900), französischer Lazarist und Naturforscher
- Arne-Ole David (1894–1977), dänischer Schauspieler
- Aubrey David (* 1990), Fußballspieler aus Trinidad und Tobago

### B
- Benoît David (* 1966), kanadischer Sänger
- Bernhard David (1888–1948), deutscher Hochbautechniker, nach Südafrika emigriert

### C
- C. L. David (Christian Ludvig David, 1878–1960), dänischer Anwalt und Kunstsammler (Davids Samling)
- Carlos David (Musiker), dominikanischer Sänger und Komponist
- Carlos David (Fußballspieler) (* 1986), spanischer Fußballspieler
- Catherine David (* 1954), französische Kunsthistorikerin
- Charles David (Regisseur) (1906–1999), französischer Regisseur
- Charles David (Hockeyspieler) (* 1968), malaysischer Hockeyspieler
- Charlie David (* 1980), kanadischer Schauspieler
- Chloe David (* 2005), vanuatische Leichtathletin
- Chris David (Tonmeister) (* 1953), britischer Tonmeister
- Chris David (Fußballspieler) (* 1993), niederländischer Fußballspieler
- Chris David (Radsportler), belgischer Radsportler
- Christian David (Missionar) (1692–1751), Gründer von Herrnhut und Missionar der Herrnhuter Brüdergemeine
- Christian David (Schriftsteller) (* 1972), österreichischer Schriftsteller
- Constantin David (Boxer) (1912–??), rumänischer Boxer
- Constantin J. David (1886–1964), deutscher Journalist, Filmregisseur und Filmproduzent
- Cordula David, deutsche Handballspielerin
- Craig David (* 1981), britischer Musiker
- Cristian David (* 1967), rumänischer Wirtschaftswissenschaftler und Politiker, Senator und Innenminister
- Cyrus David (* 1961), deutscher Schauspieler, Regisseur und Moderator

### D
- Damiano David (* 1999), italienischer Sänger
- Daniel David, Künstlername von Rudolf Zawrel (* 1951), deutscher Gründer
- Daniel David (Politiker) (* 1972), rumänischer Politiker
- David David-Weill (David Weill; 1871–1952), französischer Bankier, Kunstsammler und Mäzen
- David Mathayo David (* 1969), tansanischer Politiker
- Dean David (* 1996), israelischer Fußballspieler
- Dharshini David (* 1973), britische Nachrichtensprecherin
- Doctor David (* 2001), botsuanischer Fußballspieler
- Domenico David (vor 1670–1698), italienischer Librettist
- Dominique-Marie David (* 1963), französischer Geistlicher, Erzbischof von Monaco
- Dorit David (* 1968), deutsche Clownin, Schauspielerin und Theaterpädagogin, Schriftstellerin und Illustratorin
- Dorothea David (1915–1999), Schweizer Architektin

### E
- Eberhard David (* 1942), deutscher Politiker (CDU)
- Edison David (1933–2020), irakischer Fußballspieler
- Eduard David (1863–1930), deutscher Politiker (SPD)
- Egon David (* 1939), deutscher Fußballspieler
- Elizabeth David (1913–1992), britische Kochbuchautorin und Journalistin
- Ellen David, kanadische Schauspielerin und Synchronsprecherin
- Emmerich David (1882–1953), deutscher Geistlicher
- Enry David-Fascher (* 1948), vietnamesische Schlagersängerin, siehe En Davy
- Ernst David (Instrumentenbauer) (1864–um 1918), deutscher Metallblasinstrumentenmacher
- Ernst David (Schriftsteller) (* 1932), österreichischer Schriftsteller und Lyriker
- Eugen David (* 1945), Schweizer Politiker (CVP)

### F
- F. R. David (Elli Robert Fitoussi; * 1947), französisch-tunesischer Pop-Sänger
- Fanny David (1892–1944), deutsche Wohlfahrtspflegerin, jüdische Verbandsfunktionärin und Opfer des Holocaust
- Feidel David († 1801), deutscher jüdischer Hoffaktor in Hessen-Kassel
- Félicien David (1810–1876), französischer Komponist der Romantik
- Ferdinand David (1810–1873), deutscher Geiger und Komponist
- Ferdinand David (Maler), französischer Maler
- Ferdinand David (Politiker) (1885–1950), deutscher Jurist und Kommunalpolitiker
- Fernand David (1872–1926), französischer Bildhauer und Medailleur
- Firmino David (* 1962), angolanischer Geistlicher, römisch-katholischer Bischof von Sumbe
- Florence Nightingale David (1909–1993), britische Statistikerin und Hochschullehrerin
- Florian David (* 1992), guadeloupischer Fußballspieler
- Florin David (1977–2011), rumänischer Rugbyspieler
- Franck David (* 1970), französischer Segler
- François David (Bischof) (1870–1939), irakischer Geistlicher, Bischof von Amadiyah
- François David (Schriftsteller) (* 1950), französischer Schriftsteller
- François David (Physiker) (* 1955), französischer Physiker
- François Anne David (1741–1824), französischer Radierer und Kupferstecher
- Françoise David (* 1948), kanadische Politikerin
- Franz David (1510–1579), ungarischer Theologe, siehe Franz Davidis
- Franz David (Entomologe) (?–1951), österreichischer Anwalt, Insektenkundler und Schmetterlingssammler
- Franz David (Mediziner) (1900–1992), österreichischer Chirurg
- Frederick David (1900–1992), australischer Flugzeugkonstrukteur
- Friedrich David (Fritz David; 1881–1964), deutscher Stenograf und Bibliothekar
- Fritz David (1897–1936), kommunistischer Funktionär und Opfer des Stalinismus

### G
- Gabriela David (1960–2010), argentinische Filmemacherin und Drehbuchautorin
- Gareth David-Lloyd (* 1981), walisischer Schauspieler
- Gerard David (um 1460–1523), altniederländischer Maler
- Gerhard David (1920–1976), deutscher Maler und Grafiker
- Gertrud David (1872–1936), deutsche Frauenrechtlerin, Journalistin, Konsumgenossenschafterin und Filmschaffende
- Gheorghe David (1932–1999), rumänischer Politiker (PCR), Staatssekretär und Minister
- Giacomo David (Giacomo Davide; 1750–1830), italienischer Opernsänger (Tenor)
- Giovanni David (Giovannie Davide; 1790–1864), italienischer Opernsänger (Tenor)
- Guy David (Fußballspieler) (1947–2008), französischer Fußballspieler und -trainer
- Guy David (Mathematiker) (* 1957), französischer Mathematiker
- Gyula Dávid (1913–1977), ungarischer Komponist

### H
- Hal David (1921–2012), US-amerikanischer Songtexter
- Hans David (Tiermediziner) (eigentlich Johann David; 1892–1952), österreichischer Tiermediziner und Bakteriologe
- Hans Eduard Fierz-David (1882–1953), Schweizer Chemiker, siehe Hans Eduard Fierz
- Hans Theodor David (1902–1967), deutsch-amerikanischer Musikwissenschaftler
- Hans Walter David (1893–1942), deutscher Komponist und Dirigent
- Hector David Jr. (* 1989), US-amerikanischer Schauspieler und Synchronsprecher.
- Heinrich David (1856–1935), Schweizer Jurist und Politiker
- Heinz David (1931–2019), deutscher Arzt und Pathologe
- Helga David (* 1938), österreichische Theaterregisseurin, Schauspielerin und Schriftstellerin
- Henry David (* 1979), israelischer Schauspieler
- Herbert David (1900–1985), deutscher Politiker (NSDAP), Jurist und SS-Führer
- Herbert A. David (1925–2014), US-amerikanischer Statistiker
- Herman David (1905–1974), britischer Tennisspieler und -funktionär
- Hermann David (1845–1906), deutscher Kaufmann
- Hermine David (1886–1970), französische Zeichnerin und Malerin
- Horst David (1938–2020), deutscher Serienmörder

### I
- Imke David (* 1967), deutsche Musikerin (Gambistin)
- Imre David (* 1944), ungarischer Ruderer
- Inez Bjørg David (* 1982), dänische Schauspielerin
- Ingeborg Schleiss David (1899–1984), dänische Theaterschauspielerin
- Ingolf David (1926–1996), dänischer Schauspieler
- Ion David (1900–??), rumänischer Leichtathlet
- Irene Aue-Ben-David (* 1972), deutsch-israelische Historikerin
- Itzhak Ben David (1931–2007), israelischer Radrennfahrer
- Ivan David (* 1945), Ringer der Amerikanischen Jungferninseln

### J
- Jacqueline David (1913–2010), französische Philologin und Mitglied der Académie française, siehe Jacqueline de Romilly
- Jacques David (Politiker) (1845–1912), Schweizer Uhrmacher und Politiker
- Jacques David (Bischof) (1930–2018), französischer Geistlicher, Bischof von Evreux
- Jacques-Louis David (1748–1825), französischer Maler
- Jakob David (Theologe) (1904–1980), römisch-katholischer Schweizer Theologe
- Jakob Julius David (1859–1906), österreichischer Schriftsteller
- James Burty David (1951–2009), Politiker aus Mauritius
- Janina David (1930–2023), polnisch-britische Schriftstellerin
- Jean David (Maler) (1908–1993), israelischer Maler rumänischer Herkunft
- Jean David (Schriftsteller) (1924–2013), französischer Schriftsteller und Literaturkritiker
- Jean-Antoine David (1767–1799), französischer General der Kavallerie
- Jean Jacques David (Johann Jakob David; 1871–1908), Schweizer Afrikaforscher
- Jérôme Frédéric Paul David (1823–1882), französischer Offizier und Minister
- Jiří David (1923–1997), tschechoslowakischer Sprinter
- Joanna David (* 1947), britische Theater-, Fernseh- und Filmschauspielerin
- Joaquim David (* 1951), angolanischer Politiker und Wirtschaftsmanager
- Johann David (1892–1952), österreichischer Tiermediziner und Bakteriologe, siehe Hans David (Tiermediziner)
- Johann Marcus David (1764–1815), deutscher Maler
- Johann Nepomuk David (1895–1977), österreichischer Komponist
- John Baptist Mary David (1761–1841), französischer Geistlicher, Bischof von Bardstown
- John Charles David (* 1964), britischer Pilzkundler
- Jonas David (* 2000), deutscher Fußballspieler
- Jonathan David (* 2000), kanadisch-haitianischer Fußballspieler
- Josef David (Politiker) (1884–1968), österreichisch-tschechischer Politiker und Journalist
- Joseph Ben-David (Soziologe) (1920–1986), israelischer Soziologe ungarischer Herkunft
- Joseph ben David Leipnik (Joseph Ben David of Leipnik; Yosef ben David mi-Laipnik und Varianten), Schriftgelehrter, Künstler, Buchmaler, Verleger und Schreiber
- Joseph-Marie Timon-David (1823–1891), Gründer der Congrégation du Sacré-Cœur
- Julia David-Smith (* 2003), französisch-US-amerikanische Leichtathletin
- Julian David (* 1989), deutscher Sänger und Schauspieler
- Junior David (* 2001), solomonischer Fußballspieler

### K
- Kaingaue David (* 1995), kiribatische Leichtathletin
- Kal David (1943–2022), US-amerikanischer Gitarrist, Sänger und Songwriter
- Karel David (* 1964), tschechischer Marathonläufer
- Karen David (* 1979), indische Schauspielerin, Sängerin und Songwriterin
- Karin David (* 1949), deutsche Schauspielerin und Synchronsprecherin
- Karl David-Djerf (* 1977), US-amerikanischer Schauspieler
- Karl Heinrich David (1884–1951), Schweizer Komponist
- Keith David (* 1956), US-amerikanischer Schauspieler
- Kornél Dávid (* 1971), ungarischer Basketballspieler
- Kurt David (1924–1994), deutscher Schriftsteller

### L
- Lajos Dávid (1913–1944), ungarischer Tischtennisspieler
- Larry David (* 1947), US-amerikanischer Komiker, Drehbuchautor und Schauspieler
- Lavonte David (* 1990), US-amerikanischer American-Football-Spieler
- Léon David (Sänger) (1867–1962), französischer Opernsänger (Tenor)
- Léon David (Politiker) (1901–2000), französischer Politiker (PCF)
- Leonardo David (1960–1985), italienischer Skirennläufer
- Linus David (1935–2004), Schweizer Komponist
- Louis David (1874–1966), französischer Geistlicher und römisch-katholischer Apostolischer Präfekt von Ghardaia
- Lore Rose David (1905–1985), deutsch-amerikanische Zoologin und Paläontologin
- Lubomír David (* 1964), tschechischer Ringer
- Lucas David (1503–1583), deutscher Historiker
- Ludwig David (1856–1930), deutsch-österreichischer Fotograf, Fototechniker und Offizier
- Lukas David (1934–2021), österreichischer Violinist

### M
- Mack David (1912–1993), US-amerikanischer Liedtexter und Komponist von Filmmusik
- Magda Dávid (* 1942), ungarische Schwimmerin
- Manfred David (1926–2013), deutscher Kommunalpolitiker (SPD)
- Marc David (* 1958), kanadischer Posaunist, Dirigent und Musikdirektor des Newfoundland Symphony Orchestra
- Marcelo David (* 1994), brasilianischer E-Sportler
- Marian David (* 1959), österreichischer Philosoph
- Marika Elena David (* 1978), dänische Schauspielerin
- Mario David (Schauspieler) (1927–1996), französischer Schauspieler
- Mario David (Regisseur) (1930–2001), argentinischer Drehbuchautor und Filmregisseur
- Mario David (Fußballspieler) (1934–2005), italienischer Fußballspieler
- Mário David (Politiker) (* 1953), portugiesischer Politiker (PSD)
- Mark David (Filmschaffender) (* 1974), US-amerikanischer Kameramann, Filmproduzent und Filmregisseur sowie Schlagzeuger
- Mark David  (* 1989), britischer Schauspieler, siehe Mark Ryder
- Martin David (1898–1986), deutsch-niederländischer Rechtshistoriker des Orients und Papyrologe
- Martin David (Bischof) (* 1970), tschechischer römisch-katholischer Geistlicher, Bischof von Ostrau-Troppau
- Mathew David (* 1993), papua-neuguineischer Fußballspieler
- Maurizio David, italienischer Skeletonpilot
- Mauro David (1949–2007), Maler des Hyperrealismus
- Metring David (1920/1926–2010), philippinische Schauspielerin
- Michael David (1685–1758), Churfürstlich Hannoverscher und Kgl. Britannischer Hof- und Kammeragent und Vorsteher der jüdischen Gemeinde in Hannover
- Michael Stahl-David (* 1982), US-amerikanischer Schauspieler
- Michel-Antoine David (1707–1769), französischer Drucker, Verleger und Enzyklopädist
- Mickael David (* 1983), französischer Snowboarder
- Mihály Dávid (1886–1944), ungarischer Leichtathlet
- Mircea David (1914–1993), rumänischer Fußballtorhüter
- Mirjam David (1917–1975), deutsche Chemikerin und Widerstandskämpferin
- Moritz David (1875–1956), deutscher Rabbiner

### N
- Nathalie David (* 1963), französische Filmemacherin, Zeichnerin und Fotografin
- Nicol David (* 1983), malaysische Squashspielerin
- Nikola David (1969–2024), serbisch-deutscher Opernsänger und Kantor
- Nora David, Baroness David (1913–2009), britische Politikerin (Labour)
- Nurit Bird-David (* 1951), israelische Anthropologin und Ethnologin

### O
- Olga David (* 1968), russische Malerin, Grafikerin und Illustratorin
- Ophélie David (* 1976), französische Freestyle-Skierin
- Otto David (Ingenieur) (1917–1982), deutscher Ingenieur und Hochschullehrer
- Otto David (Schauspieler) (1931–2012), österreichischer Schauspieler, Hochschullehrer und Hörspielsprecher

### P
- Pablo A. David (1889–1965), philippinischer Politiker
- Pablo Virgilio Siongco David (* 1959), philippinischer Geistlicher, Bischof von Kalookan, Kardinal
- Pamela David (* 1978), argentinische Schönheitskönigin, Schauspielerin, Moderatorin und Fotomodel
- Pascal David (1850–1908), deutscher Journalist und Zeitungsherausgeber
- Pascal Perrier-David (* 1975), französischer Basketballspieler
- Patrick Bet-David (* 1978), US-amerikanischer Unternehmer und Podcaster
- Paul David (Mediziner) (1919–1999), kanadischer Kardiologe
- Paul David (1935–2023), US-amerikanischer Wirtschaftswissenschaftler und Hochschullehrer
- Paulo David (* 1959), portugiesischer Architekt
- Pavel David (Schachspieler) (* 1965), tschechischer Schachspieler
- Pavel David (Fußballspieler) (* 1978), tschechischer Fußballspieler
- Peter David (1956–2025), US-amerikanischer Schriftsteller
- Peter David (Politiker) (* 1957), grenadischer Politiker
- Peter Dávid (* 1966), slowakischer Handballspieler
- Philipp David (* 1973), deutscher Theologe
- Pierre David (* 1944), kanadischer Filmproduzent, Drehbuchautor und Regisseur
- Promise David (Promise Oluwatobi Emmanuel David Akinpelu, * 2001), kanadischer Fußballspieler

### R
- Ralf David (* 1974), deutscher Schauspieler
- René David (1906–1990), französischer Rechtsgelehrter
- Rob David (Roberto Davide Purvis Jr.; * 1971), US-amerikanischer Schauspieler und Komponist
- Rudolf David (Industrieller) (1901–1985), österreichischer Stahlindustrieller und Präsident der Wiener Schiffbautechnischen Versuchsanstalt
- Rudolf David (Historiker) (vor 1912–1976), siebenbürgischer Historiker und Lehrer

### S
- Sabria David, deutsche Digitalphilosophin, Autorin, Bloggerin und Dozentin
- Salomon Michael David († 1791), deutscher Bankier und Unternehmer
- Samuel David (1836–1895), französischer Komponist
- Sante David (1908–2007), deutsch-italienischer Germanist
- Saul David (Filmproduzent) (1921–1996), amerikanischer Filmproduzent
- Saul David (* 1966), britischer Militärhistoriker und Fernsehmoderator
- Serge David (* 1961), Schweizer Motorradrennfahrer
- Shawn David (* 1984), guyanischer Fußballspieler
- Shirin David (* 1995), deutsche Sängerin und YouTuberin
- Shurland David (* 1974), trinidadischer Fußballspieler
- Simson Alexander David (1755–1812/13), deutscher Publizist und Geschäftsmann
- Sofie David (1875–nach 1926), deutsche Theaterschauspielerin und Opernsängerin (Sopran)
- Sorin David (1954–2015), rumänischer Balletttänzer
- Stella David (1883–1950), österreichisch-schweizerische Schauspielerin
- Stefan David (1932–1992), deutscher Autor, siehe Felix Rexhausen
- Stefan David (Manager) (* 1976/1977), deutscher Wirtschaftsmanager
- Stephan David (* 1979), trinidadischer Fußballspieler
- Steve David (* 1951), trinidadischer Fußballspieler
- Susanne Lücke-David (1933–2024), deutsche Kunsthistorikerin und Sachbuchautorin
- Sylvester David (* 1953), südafrikanischer Ordensgeistlicher, Weihbischof in Kapstadt

### T
- Tannatt William Edgeworth David (1858–1934), britischer Geologe, Vermesser und Polarforscher
- Thayer David (1927–1978), US-amerikanischer Schauspieler
- Théophile David (* 1963), Schweizer Schwimmer
- Thomas David (Autor) (* 1967), deutscher Autor
- Thomas David (Historiker) (* 1967), Schweizer Wirtschaftshistoriker
- Thomas David (Sänger) (* 1985), österreichischer Singer-Songwriter
- Thomas Christian David (1925–2006), österreichischer Komponist und Musiker
- Tim David (* 1996), singapurisch-australischer Cricketspieler
- Tonton David (1967–2021), französischer Reggaemusiker
- Tony David (* 1967), australischer Dartspieler

### V
- Václav David (1910–1996), tschechoslowakischer Politiker und Diplomat
- Valerie von David-Rhonfeld (1874–1947), erste Braut von Rainer Maria Rilke
- Vasile David (* 1961), rumänischer Rugby-Union-Spieler

### W
- Werner David (1951–2024), deutscher Karikaturist und Pressezeichner und Gewerkschaftsfunktionär
- Wilfried David (1946–2015), belgischer Radrennfahrer
- William David (* 1969), französischer Autorennfahrer
- Wolfgang David (Schriftsteller) (* 1948), deutscher Schriftsteller
- Wolfgang David (Prähistoriker) (* 1961), deutscher Prähistoriker
- Wolfgang David (Musiker) (* 1971), österreichischer Violinist

### Y
- Yanis David (* 1997), französische Weit- und Dreispringerin
- Yoram David, israelischer Dirigent und ehemaliger Generalmusikdirektor in Aachen
- Yves David (1928–2010), französischer Fußballspieler

### Z
- Zoltan David (Fußballspieler) (1932–2010), rumänischer Fußballspieler und -trainer
- Zoltán David (Kameramann) (* 1955), ungarischer Kameramann
- Zoltan David (Designer) (* 1955), US-amerikanischer Schmuckdesigner ungarischer Herkunft